# Diego Lopes (lottatore)
Diego Lopes da Silva (Manaus, 30 dicembre 1994) è un lottatore brasiliano di arti marziali miste.
Compete nella categoria dei pesi piuma per la promozione statunitense UFC. Professionista dal 2012, Lopes ha precedentemente gareggiato nella promozione messicana di MMA Lux Fight League (LFL), dove è stato campione dei pesi piuma.
Al 2 maggio 2025 è secondo nella classifica dei pesi piuma UFC.